# 아이작 헴프스테드라이트
아이작 헴프스테드라이트(Isaac Hempstead-Wright, 1999년 4월 9일 ~ )는 잉글랜드의 배우이다. 드라마 《왕좌의 게임》의 브랜 스타크 역으로 출연했다.

## 출연작
- 왕좌의 게임